# Orenaia lugubralis
Orenaia lugubralis là một loài bướm đêm trong họ Crambidae.